# Francisco Benante
Francisco Benante, né en 1954, est un homme politique bissau-guinéen. Il a été président du Parti africain pour l'indépendance de la Guinée et du Cap-Vert (PAIGC) de 1999 à 2002 et président de l'Assemblée populaire nationale de Guinée-Bissau de 2004 à 2008.

## Biographie et carrière
Benante est avocat de profession. Dans le gouvernement d'unité nationale formé en pleine guerre civile en Guinée-Bissau, Benante a été choisi comme ministre de la Défense par la junte en janvier 1999. Il était le seul membre civil de la junte. À la suite de l'éviction du président Nino Vieira (qui était également président du PAIGC) en mai 1999, Benante, en tant que chef des réformistes au sein du PAIGC. a été élu président du PAIGC le 9 septembre 1999, à l'issue d'un parti congrès,.
La candidature de Benante a été soutenue par la junte et il a obtenu 174 voix contre 133 voix pour le seul candidat adverse.
À la suite d'une prétendue tentative de coup d'état contre le président Kumba Yala le 2 décembre 2001, Benante a déclaré que des soldats avaient fouillé son domicile sans raison le 3 décembre. L'opposition a remis en question l'existence de cette tentative de coup d'état et Benante a exigé que des preuves concrètes soient présentées. Carlos Gomes Júnior a été élu pour remplacer Benante à la présidence du PAIGC lors d'un congrès à partir du janvier et février 2002.
Pendant les élections parlementaires de mars 2004, benante a été élu à l'assemblée populaire nationale. Il était alors candidat au poste de président de l'assemblée populaire nationale et a été soutenu lors d'un vote organisé par le comité central du PAIGC en avril 2004 ; il a obtenu 106 voix contre 71 voix pour le premier vice-président du PAIGC , Aristides Gomes, et 63 pour le directeur de campagne du PAIGC, Soares Sambú.
Avant les élections législatives de novembre 2008, Benante a exhorté le président Vieira à ne pas dissoudre l'assemblée populaire nationale ni nommée un nouveau gouvernement lors d'une discussion du 4 août 2008, invoquant la proximité des élections. Lors de l'élection, Benante a été réélu à l'assemblée populaire nationale en tant que candidat du PAIGC dans la 21e circonscription, Cacheu e Sao Domingos. À la suite de l'élection, lors d'une réunion du Comité central du PAIGC le 6 décembre 2008, le deuxième vice-président du PAIGC, Raimundo Pereira, a été élu candidat du parti au poste de président de l'assemblée populaire nationale, vaincre Benante et Hélder Proença. Benante a critiqué le résultat, arguant que la méthode de vote utilisée par le comité central était illégale. Pereira a été officiellement élu président de l'assemblée populaire nationale lorsque les députés nouvellement élus se sont réunis plus tard dans le mois, succédant à Benante.